# Islote Rabo de Junco
Islote Rabo de Junco (en portugués: Ilhéu Rabo de Junco) es un islote situado a 270 metros al oeste del punto más cercano de la isla de Sal, en el país africano de Cabo Verde. Forma parte administrativa del municipio de Sal. El islote es una montaña submarina volcánica y estuvo una vez conectada con el resto de la isla principal más cercana.
El islote se mantiene principalmente sin vegetación. Su longitud es de 253 metros de largo por 165 de ancho. Su altura máxima la alcanza al sur de la misma con una cota máxima de 18 metros.